# Bichon Frisé
Der Bichon Frisé ist eine von der FCI (Nr. 215, Gr. 9, Sek. 1.1) anerkannte Hunderasse, deren Zuchtbuch von Belgien und Frankreich geführt wird.

## Herkunft und Geschichtliches
Der Bichon Frisé stammt vermutlich von den Kanarischen Inseln, von wo er von Italienern im 14. Jahrhundert auf das europäische Festland gebracht wurde. Ähnlich aussehende Hunde waren schon im Altertum in Ägypten bekannt. In den 1930er Jahren erlebte die Rasse in Frankreich einen erneuten Aufschwung. 1933 kam er zu seinem heutigen Namen, der so viel bedeutet wie gekräuselter Schoßhund. Der Bichon Frisé war einst auf Teneriffa verbreitet, daher auch der Name Teneriffahündchen. Nach Deutschland kam er erst 1955 und ein Jahr später kam der erste Wurf in Bremen zur Welt.

## Beschreibung
Dieser kleine Gesellschaftshund erreicht eine Widerristhöhe von etwa 25 – 30 cm; Gewicht: ca. 5 kg, abhängig von der Größe. Das Haar ist dünn, seidig, mit Korkenzieherlocken, sehr locker und kann maximal 10 cm lang werden (dem Fell der Kaschmirziege ähnlich). Die Farbe der Haare ist reines Weiß. Das Haarkleid benötigt eine sehr regelmäßige Pflege (Bürsten und Kämmen), um nicht zu verfilzen.
Der Körper hat eine tiefe Brust, die Lenden sind leicht gewölbt und muskulös und er hat ein breites Becken. Der Schädel ist recht flach, obwohl er durch die Haare rund erscheint, der Hund hat ein Scherengebiss. Die Hängeohren sind mit langem und fein gekräuseltem Haar bedeckt und liegen eng und fein dicht am Kopf. Die Vorderläufe sind gerade und stehen senkrecht (von vorne betrachtet). Die Schenkel sind breit und wohlgerundet. Die Rute ist tief angesetzt und in der Regel über den Rücken gebogen, jedoch nicht eingerollt.

## Wesen
Der Bichon Frisé ist ein unabhängiger und temperamentvoller Hund. Er lernt schnell und ist daher leicht erziehbar. Zu seinen Stärken gehören Geduld, Mut und Wachsamkeit. Wenn er etwas hört, das ihn beunruhigt, dann schlägt er sofort Alarm. Allerdings sollte man ihn nicht als Schutzhund ansehen. Bei Spaziergängen ist er sehr ausdauernd und er braucht wie jeder Hund regelmäßigen Auslauf, darf aber nicht überfordert werden.  